# Margaret Harkness

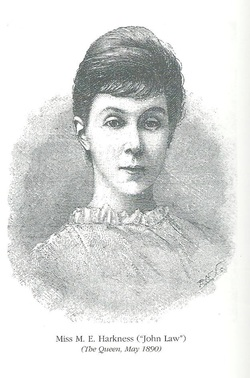
Margaret Harkness. Aus The Queen. The Ladies Newspaper and Court Chronicle (Mai 1890)

Margaret Elise Harkness (Pseudonym John Law; geboren am 28. Februar 1854 in Upton-upon-Severn (Hanley Castle); gestorben am 10. Dezember 1923 in Florenz) war eine britische Journalistin und Schriftstellerin.

## Leben
Margaret Harkness war das zweite von fünf Kindern des anglikanischen Geistlichen Robert Harkness (1827–1886) und ihrer Mutter Elizabeth Bolton Toswill, geb. Seddon (1824–1916).
1875 wurde Harkness zum Abschluss ihrer Schulausbildung auf das „Stirling House“ in Bournemouth geschickt. Hier lernte sie ihre Cousine zweiten Grades Beatrice Webb kennen; es sind 21 Briefe an Beatrice überliefert. 1877 begann sie ihre Krankenschwesternausbildung am Westminster Hospital in London. 1878 war sie als Gehilfin am Guy’s Hospital in London tätig. 1880 erhielt sie einen Leserpass für den Lesesaal des British Museums. Hier lernte sie u. a. Eleanor Marx und Olive Schreiner kennen. 1881 veröffentlichte sie vermutlich ihren ersten Aufsatz in der Zeitschrift The Nineteenth Century („Women as Civil Servants“). 1882 begann sie im Britischen Museum Vorträge zur Geschichte Assyriens zu halten und 1884 reiste sie nach Berlin um ihr Deutsch zu verbessern. Im selben Jahr wurde sie von Kapitän David Lei eingeladen in der Heilsarmee zu arbeiten. Als ihr Vater 1886 starb, nahm sie das Pseudonym John Law für alle weiteren Veröffentlichungen an. Law war der Mädchenname ihrer Mutter. Im Frühjahr 1888 erschien ihr erster und bekanntester Roman A City girl, der bis heute ihr meist genanntes Werk ist.
Harkness unterstützte 1885 James Keir Hardie bei seiner ersten und erfolglosen Kandidatur als unabhängiger Labour-Kandidat für den Wahlkreis Mid Lanark für einen Unterhaussitz. Sie überbrachte einen illegalen Scheck an Hardie (sogenannter Tory Gold Skandal) Anfang Januar 1888 schloss sich Harkness einer Gruppe um Henry Hyde Champion an, die innerhalb der Social Democratic Federation (SDF) tätig war. Sie verließ die Partei nach ein paar Monaten noch im selben Jahr.
1889 unterstützt sie den Streik der Hafenarbeiter und versucht Kardinal Manning zur Unterstützung zu gewinnen.
1892 besuchte sie zusammen mit Tom Mann und George Bernard Shaw die Hadleigh Farm, eine Arbeitskolonie der Heilsarmee.
1893 erschien im Labour Elector ihre Erzählung Connie, deren Abdruck unvollständig blieb, weil die Zeitung ihr Erscheinen einstellte.
Sie lebte in Australien in der Stadt Coolgardie. 1895 lehnte sie einen Heiratsantrag von H. H. Champion ab. 1897 veröffentlichte sie A Coolgardie Novel in der Western Mail. 1903 ging sie nach Perth und begann regelmäßige Korrespondentenberichte in der Zeitschrift West Australian zu schreiben. 1905 reiste sie über London nach Indien als Auslandskorrespondentin der Zeitung West Australian.
1916 verstarb ihre Mutter, die in ihren letzten Monaten von ihrer Tochter gepflegt worden war.
Am 10. Dezember 1923 starb Margaret Harkness in Florenz.

## A city girl und Friedrich Engels
Harkness beauftragte ihren Verleger Henry Vizetelly vor dem 12. Januar 1888 ein Exemplar ihres Romans A city girl an Friedrich Engels zu übersenden. Engels, der auch mit ihrem Übersetzer Wilhelm Eichhoff über sie korrespondierte, schrieb ihr einen ausführlichen Brief und übersandte ihr ein Exemplar seines Werks Der Ursprung der Familie, des Privateigenthums und des Staats. Harkness bedankte sich bei Engels am 5. April 1888 für das Buch und seinen Brief.
Eleanor Marx und Edward Aveling gründeten am 27. Dezember 1885 zusammen mit William Morris und Ernest Belfort Bax und anderen die Socialist League. In der Literatur über Harkness wird sie für das Jahr 1889 versehentlich der Social Democratic Federation zugeordnet und behauptet, dass sie nicht an mehr Engels und Eleanor Marx geschrieben hätte.
Engels an Laura Lafargue 28. Juni 1889: „Was Euren Kongreß angeht, so ersehe ich aus Deinem Brief an Maggie Harkness, daß man beabsichtigt die Sitzungen über administrative Angelegenheiten nicht öffentlich abzuhalten.“ […] „Aber vielleicht hat er an Dich geschrieben; er hatte M.Harkness gesagt, er beabsichtige, auf dem  Kongreß in Paris zu sein.“
Engels an Laura Lafargue 16. November 1889: „Wir haben mit Miss Harkness eine neue Mutter Schack bekommen. Doch dieses Mal haben wir sie festgenagelt, und sie wird merken, mit wem sie es zu  tun hat.“

## Werke

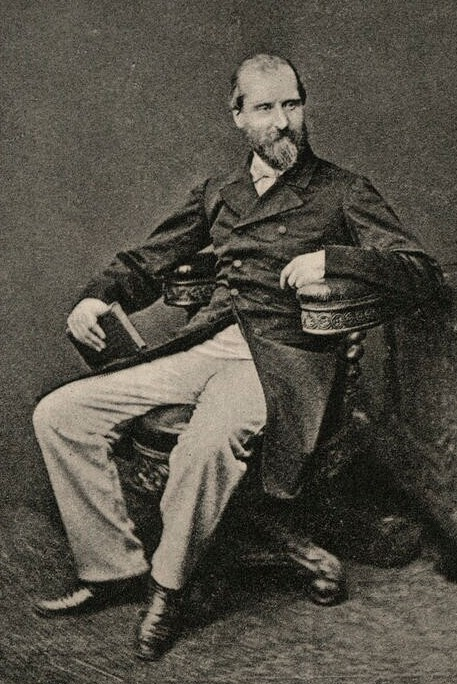
Henry Vizetelly, der Verleger von „A city girl“. Fotografie 1863 (National Portrait Gallery)

- Margaret E. Harkness: Women as Civil Servants. In: Nineteenth Century, September 1881, S. 369–381 (google.de).
- Assyrian life and history by M. E. Harkness. With introduction by R. Stuart Poole. The Religious Tract Society, London [1883]. (= By-paths of bible knowledge II) archive.org.
- Egyptian life and history according to the monuments by M. E. Harkness. The Religious Tract Society, London 1884.(= By-paths of bible knowledge IV) (babel.hathitrust.org)
- A city girl. A realistic story by John Law. Vizetelly & Co., London 1887. archiv.ub.uni-marburg.de  (erste Ausgabe).[21]
  - A city girl. A realistic story by John Law. Second Edition. Author's Co-operative Publishing Company, London 1891 (archive.org).
  - A city girl. A realistic story. Ed. by Tabitha Sparks. Broadview Press, Peterborough, Ontario, Canada 2017 (books.google.de).
- Tempted London. Young Men. Hodder & Stoughton, London 1888. (Nachdruck aus The British Weekly, Oktober 1887 bis 20. April 1888).
- Out of work. A novel by John Law. Swan Sonnenschein[22], London 1888.[23]
  - Out of work. by John Law. (Margaret Harkness). Introduction by Bernadette Kirwan. Merlin Press, London 1990 (archive.org).
- Toilers in London, or, Inquiries concerning female labour in the metropolis being the second part of „Tempted London“ by the „British Weekly“ commissioners  ; edited by the author of „Out of work“ etc. Hodder and Stoughton, London 1889 (Nachdruck von: The British Weekly, 27. April 1888 bis-28. December 1888).
- A Manchester shirtmaker. A realistic story of to-day by John Law. Author's Co-operative Publishing Company, London [1890]
- Captain Lobe. A story of the Salvation Army. Hodder and Stoughton, London 1889 (books.google.de – Widmung: “To my youngest brother in her Majesty’s army. Non sono, sed dona.”).
  - In darkest London. A new and popular edition of „Captain Lobe. A story of the Salvation Arm“y. With an introduction by William Booth. William Reeves, London 1891.(=The  Bellamy  Library 8)
  - In darkest London. Black Apollo Press, Cambridge 2003. google
- John Law: A Year of My Life. In: New Review, October 1891, S. 375–384.
- John Law: Imperial Credit. Vardon an Pritchard, Adelaide 1899.
- John Law: George Eastmont. Wanderer. Burns & Oates, London 1905.
- John Law: Glimses of Hidden India. Thacker, Spink & Co., Calcutta and Simla 1909.
  - John Law: Indian Snapshots. A Bird's-Eye View of India from the Days of the Saib Company to the Present Time. 3rd ed. of „Glimpses  of  Hidden  India“. Thacker, Spink & Co., Calcutta and Simla 1912.
- John Law: Modern Hyderabad. Thacker, Spink & Co., Calcutta and Simla 1914.
- John Law: The Horoscope. W. Thacker & Co., London 1915.
- John Law: A Curate's Promise. A story of three weeks (September 14 - October 5, 1917). With an introduction by Bramwell Booth. Ĥodder & Stoughton, London, 1921.